# Sean Gandini
Sean Gandini est un jongleur anglais. Fondateur avec Kati Ylä-Hokkala du Gandini Juggling Project qui deviendra Gandini Juggling en 1992, il est l’un des précurseurs de l’utilisation de la danse contemporaine et des notations mathématiques dans le domaine de la jonglerie.
Enseignant, notamment au Circus Space de Londres, il a influencé toute une génération de jongleurs.
Il a produit plusieurs vidéos didactiques sur les techniques du jonglage dont un coffret de trois DVD sur la notation siteswap.